# Småort

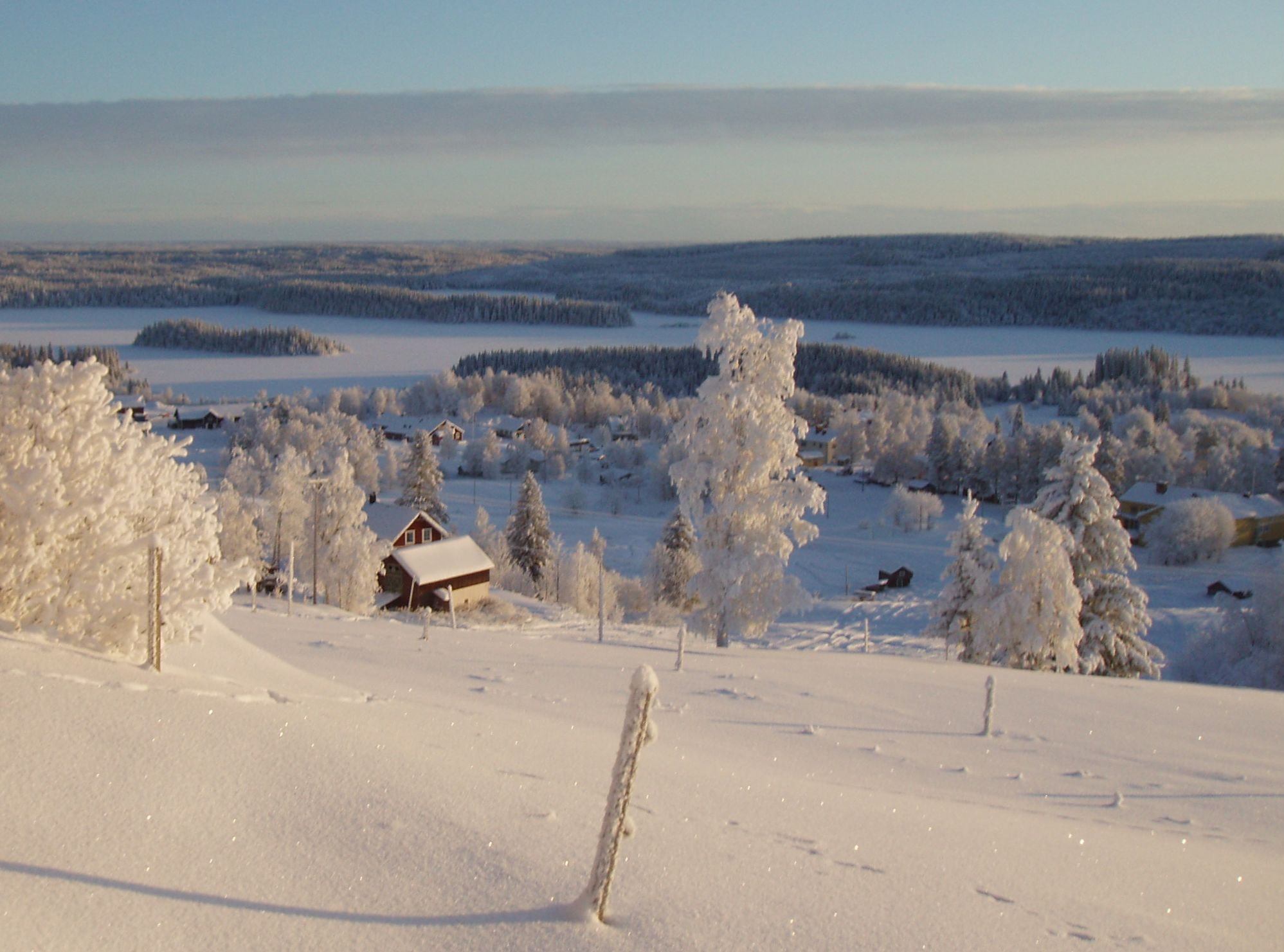
Laxsjö, een småort in het noorden van Jämtland

Småort (meervoud: småorter) is volgens het Zweeds Bureau voor Statistiek (Statistiska centralbyrån) een nederzetting met 50-199 bewoners en met hoogstens 150 meter tussen de gebouwen. Een plaats met meer dan 200 inwoners kan ook een småort zijn, in dit geval moet meer dan de helft van het aantal huizen in het småort bestaan uit vakantiehuizen.
Zowel in 2000 als in 2005 waren er 2690 småorter in Zweden.